# Iurie Darie
Iurie Darie (* 14. März 1929 in Vadul Rașcov, Soroca; † 9. November 2012 in Bukarest) war ein rumänischer Schauspieler, der durch einige DEFA-Filmproduktionen, vor allem aber durch die DEFA-Indianerfilme bekannt wurde.

## Leben
Nach seinem Studium am Institut der Feinen Künste sowie am Theater- und Filmkunstinstitut in Bukarest (IATC), wo er unter anderem von Mihai Popescu und Marietta Sadova ausgebildet wurde, folgte 1953 sein Filmdebüt in Nepoții gornistului unter der Regie von Dinu Negreanu. Es folgten zahlreiche nationale Filme, darunter auch mit dem renommierten rumänischen Filmregisseur Ion Popescu-Gopo. In den 1970er Jahren spielte er in DDR-Filmproduktionen für die DEFA mit, wie 1970 in Signale – Ein Weltraumabenteuer. Bekanntheit erlangte er aber vor allem durch seine Mitwirkung in sogenannten DEFA-Indianerfilmen, wie Osceola, Severino, oder dem Film Sing, Cowboy, sing aus dem Jahr 1981.
Daries Leidenschaft galt auch der Bühne, auf der er für das Bukarester Komische Theater auch nach der Revolution aktiv und in zahlreichen Rollen zu sehen war; auch für Kinderprogramme des rumänischen Fernsehens war er tätig.
2009 erhielt er den Preis des Festivalul Comediei Româneşti, in seinem Todesjahr den Premiul Gopo.

## Filmografie (Auswahl)
- 1953: Nepoții gornistului
- 1954: Die Abrechnung (Rasare soarele)
- 1955: Alarm in den Bergen (Alarma in munti)
- 1956: Freitagabend um 5.00 (Pe raspunderea mea)
- 1958: Hallo, falsch verbunden (Alo? Ati gresit numarul)
- 1960: Fußballiebe (Baietii nostri)
- 1961: Die gestohlene Bombe (S-a furat o bombă)
- 1962: Postlagernd (Post restant)
- 1963: Urlaub am Schwarzen Meer (Vacanta la mare)
- 1964: Liebe bei null Grad (Dragoste la zero grade)
- 1964: Die Seekatze (Pisica de mare)
- 1966: Faust XX
- 1967: Untergrund (Subteranul)
- 1969: Eine Frau für eine Saison (Rautaciosul adolescent)
- 1970: B.D. greift ein (Brigada Diverse intrã în actiune)
- 1970: Signale – Ein Weltraumabenteuer
- 1971: B.D. im Alarmzustand (B.D. în alertã)
- 1971: B.D. im Gebirge und am Meer (B.D. la munte si la mare)
- 1971: Osceola
- 1973: Die Jagd nach der Handschrift (Cantemir)
- 1974: Abenteuer im Zeichen des weißen Pferdes (Fratii Jderi)
- 1975: Blutsbrüder
- 1975: Türkenschlacht im Nebel (Stefan cel Mare – Vaslui 1475)
- 1976: Auf den Spuren der Daker (Misterul lui Herodot)
- 1978: Die Revanche (Revansa)
- 1978: Severino
- 1978: Todesursache – Zyankali (Cianura si picatura de ploaie)
- 1979: Ein April hat 30 Tage
- 1980: Der weite Ritt der Gelben Rose (Drumul oaselor)
- 1981: Feuerdrachen (Fernseh-Zweiteiler)
- 1981: Sing, Cowboy, sing
- 1984: Galax – Der gefühlvolle Roboter (Galax, omul papusa)
- 1984: Im Ring (Ringul)
- 1988: Debüt der Liebe (In fiecare zi mi-e dor de tine)